# Merseburg
Merseburg é um município da Alemanha, situado no distrito de Saale, no estado de Saxônia-Anhalt. Tem 54,73 km² de área, e sua população em 2019 foi estimada em 33.873 habitantes.

## Nomes
- Tcheco: Merseburk, Meziboř
- Francês: Mersebourg
- Alemaõ: Merseburg
- Latim: Merseburga
- Polonês: Międzybórz
- Línguas sorábias: Mjezybor

## Geografia

### Reformas administrativas
Venenien foi incorporada a Merseburg em 1 de janeiro de 1949. A paróquia Kötzschen seguiu em 1 de julho de 1950. Desde 30 de maio de 1994, Meuschau faz parte de Merseburg. Trebnitz seguiu mais tarde. Beuna foi anexada em 1 de janeiro de 2009. Geusa faz parte de Merseburg desde 1 de janeiro de 2010.

## História
Bispado de Merseburg 1004–1565

 Eleitorado da Saxônia 1565–1657

 Ducado da Saxônia-Merseburgo 1657–1738

 Comunidade Polaco-Lituana 1738-1763

 Eleitorado da Saxônia 1763–1806

 Reino da Saxônia 1806–1815

 Reino da Prússia 1815–1871

 Império Alemão 1871–1918

 República de Weimar 1918–1933

 Alemanha Nazista 1933–1945

 Alemanha ocupada pelos Aliados 1945–1949

 Alemanha Oriental 1949–1990

 Alemanha 1990–presente

### Pré-história e Idade Média
Merseburg foi mencionado pela primeira vez em 850. O rei Henrique I da Germânia, construiu um palácio real em Merseburg; na Batalha de Riade, em 933, ele obteve sua grande vitória sobre os húngaros nas proximidades.
Thietmar, nomeado em 973, tornou-se o primeiro bispo do recém-criado bispado de Praga na Boêmia. Praga fazia parte do arcebispado de Mainz cem anos antes disso. De 968 até a Reforma Protestante, Merseburg foi a residência do Bispo de Merseburg, e além de ser por um tempo a residência dos margraves de Meissen, foi uma residência favorita dos reis alemães durante os séculos X, XI e XII. Quinze dietas foram realizadas aqui durante a Idade Média, durante a qual suas feiras tiveram a importância que depois foi transferida para as de Leipzig. Merseburg foi o local de uma tentativa fracassada de assassinato do governante polonês Boleslau I da Polônia em 1002. A cidade sofreu gravemente durante a Guerra dos Camponeses e também durante a Guerra dos Trinta Anos.

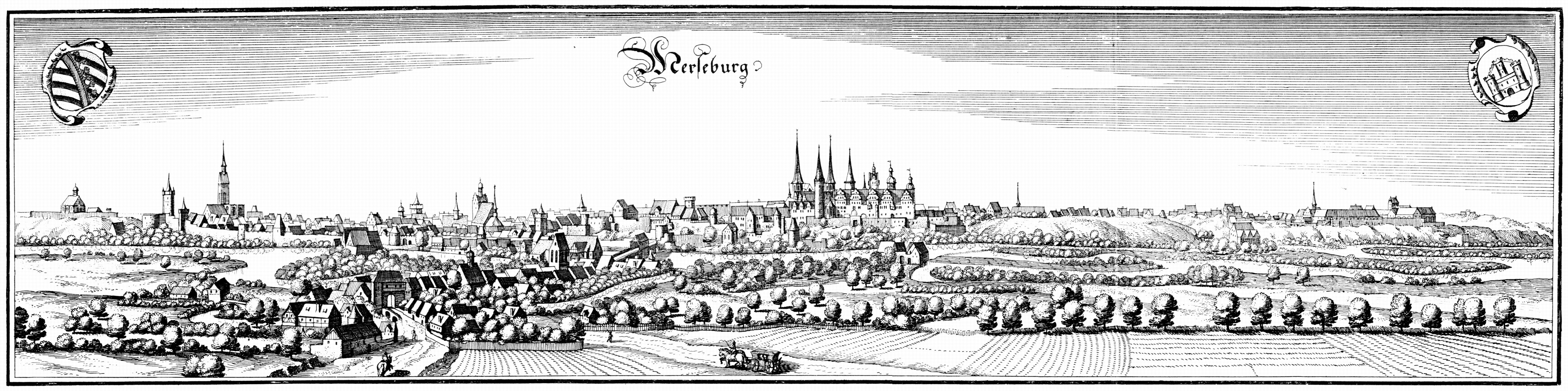
Merseburg em 1650

### Do século XVII ao século XX
De 1657 a 1738, Merseburg foi a residência dos Duques da Saxônia-Merseburg, após o que caiu para o Eleitorado da Saxônia. Em 1815, após as Guerras Napoleônicas, a cidade tornou-se parte da Província Prussiana da Saxônia.
Merseburg é onde os encantamentos de Merseburgo foram redescobertos em 1841. Escritos em alto-alemão antigo, eles são até agora os únicos documentos alemães preservados com um tema pagão. Um deles é um amuleto para libertar guerreiros apanhados durante a batalha e o outro é um amuleto para curar o pé torcido de um cavalo.
No início do século XX, Merseburg foi transformada em uma cidade industrial, em grande parte devido ao trabalho pioneiro de Carl Bosch e Friedrich Bergius, que estabeleceram os fundamentos científicos da síntese catalítica de amônia de alta pressão de 1909 a 1913. Empresas , também, abriu um caminho no curso do processo de transformação. No final das contas, as fábricas surgiram na cidade vizinha de Leuna, que continua a operar no século XXI como um parque de produção de produtos químicos que atende a várias empresas químicas internacionais.
Merseburg foi seriamente danificado na Segunda Guerra Mundial. Em 23 ataques aéreos, 6.200 residências foram total ou parcialmente destruídas.. O centro histórico da cidade foi quase completamente destruído.
Resumidamente parte da Saxônia-Anhalt após a guerra, foi então administrada dentro do Bezirk Halle na Alemanha Oriental. Tornou-se parte da Saxônia-Anhalt novamente após a reunificação da Alemanha.